# 2020 no cinema
2020 no cinema é uma história de eventos, que inclui os filmes de maior bilheteria, cerimônias de premiação, listas dos críticos dos melhores filmes de 2020, festivais, uma lista de filmes lançados por país e mortes notáveis.
Este ano foi marcado pelo enorme impacto da Pandemia de COVID-19 pelo mundo. Como resultado, cinemas fecharam, produções foram pausadas e cronogramas de lançamento alterados ou cancelados. Foi um ano também onde houve um enorme fortalecimento do formato de streaming, em detrimento das salas de cinema, que impactaria a indústria como um todo nos anos seguintes.

## Maiores Bilheterias de 2020
A lista a seguir contém os filmes com as maiores bilheterias de 2020, em um ano marcado pelos impactos da pandemia de COVID-19 no cinema.
| Ranque | Título                             | Distribudor      | Bilheteria global |
| ------ | ---------------------------------- | ---------------- | ----------------- |
| 1      | Kimetsu no Yaiba: Mugen Ressha-hen | Toho / Aniplex   | US$ 507,127,293   |
| 2      | The Eight Hundred                  | CMC Pictures     | US$ 461,421,559   |
| 3      | My People, My Homeland             | China Lion       | US$ 433,241,288   |
| 4      | Bad Boys for Life                  | Sony Pictures    | US$ 426,505,244   |
| 5      | Tenet                              | Warner Bros.     | US$ 365,304,105   |
| 6      | Sonic the Hedgehog                 | Paramount        | US$ 319,715,683   |
| 7      | Dolittle                           | Universal        | US$ 251,410,631   |
| 8      | Jiang Ziya                         | Beijing Enlight  | US$ 243,883,429   |
| 9      | A Little Red Flower                | HG Entertainment | US$ 238,600,000   |
| 10     | Shock Wave 2                       | Universe Films   | US$ 226,400,000   |

## Premiações
- Prêmios Globo de Ouro de 2020
- Oscar 2020
- BAFTA 2020
- Critics' Choice Awards de 2020

## Lista dos lançamentos cinematográficos previstos para2020
Fonte: Calendário de Estreias

### Janeiro
- Frozen 2
- O Farol
- O Caso Richard Jewell
- Adoráveis Mulheres
- Retrato de Uma Jovem em Chamas
- Jumanji - Próxima Fase
- Judy: Muito Além do Arco-Irís
- Os Miseráveis
- Ameaça Profunda
- 1917
- Um Espião Animal
- Um Lindo Dia na Vizinhança
- Bad Boys: Para Sempre
- Uma Vida Oculta
- O Filme do Bruno Aleixo

### Fevereiro
- Aves de Rapina, Alerquina e sua Emancipação Fantabulosa
- Jojo Rabbit
- Harriet
- Sonic - O Filme
- Maria & João: O Conto das Bruxas
- Luta por Justiça
- O Grito (Reboot)
- O Homem Invisível
- O Chamado da Floresta
- Dolittle
- Frankie
- A Hora da Sua Morte

### Março
- Dois Irmãos: Uma Jornada Fantástica
- O Melhor Está por Vir
- Seberg Contra Todos
- Vou Nadar Até Você
- Bloodshot
- A Maldição do Espelho

### Abril
Cinemas Fechados por conta da pandemia de COVID-19

### Maio
- Scooby! O Filme (direto em VOD e 27 de maio de 2020 em HBO Max nos EUA)
- I Lost My Girl

### Junho
- Artemis Fowl (direto no Disney+ nos EUA em 12 de Junho de 2020)
- D.P.A. 3 - Uma Aventura no Fim do Mundo

### Julho
- Animal Crackers

### Agosto
- Bob Esponja: O Incrível Resgate (direto no VOD nos EUA em 7 de agosto de 2020)
- Bill & Ted: Encare a Música
- Os Novos Mutantes
- Mulan
- Connected
- TENET

### Setembro
- Um Lugar Silencioso - Parte 2
- Hear the Bells
- Monster Hunter
- King’s Man: A Origem
- She-Ra: O Filme
- A Lenda de Candyman
- O Julgamento do Chicago 7

### Outubro
- Demon Slayer: Mugen Train
- Wish Dragon
- Sem Remorso
- Death on the Nile
- Convenção das Bruxas
- The French Dispatch
- Rumble
- Mank

### Novembro
- Stillwater
- Godzilla vs. Kong
- Into the Sky
- Deep Water
- 007 - Sem Tempo para Morrer
- Ricky Ricotta's Mighty Robot

### Dezembro
- Free Guy: Assumindo o Controle
- Duna
- Amor, Sublime Amor
- Um Príncipe em Nova York 2
- Top Gun: Maverick
- The Last Duel
- Respect
- Notícias do Mundo
- Os Croods 2
- Embark
- Mulher-Maravilha (1984)
- Soul